# Oderbruchbahn

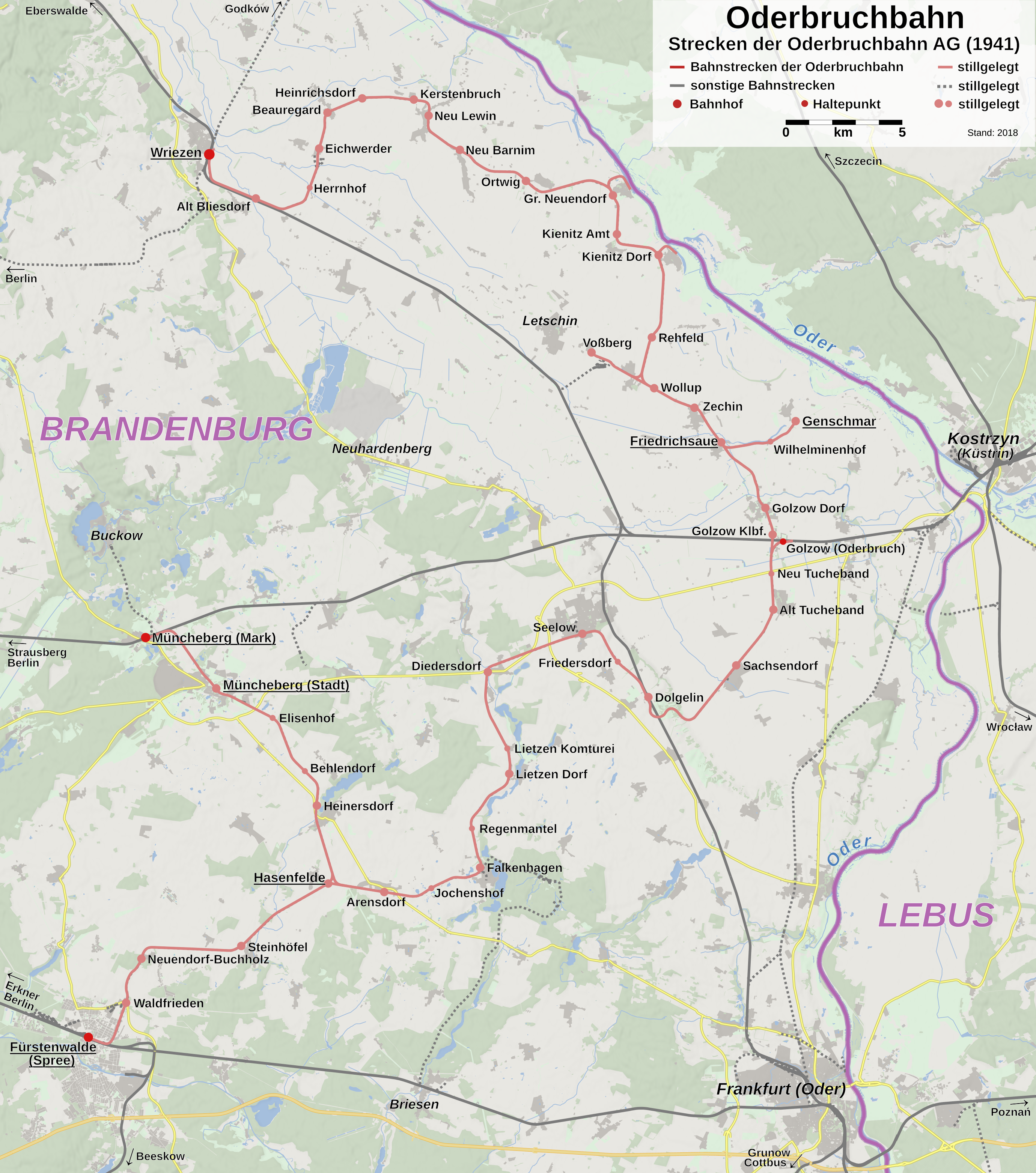
Bahnstrecken der Oderbruchbahn AG (1941).

Die Oderbruchbahn AG  war eine Bahngesellschaft, die am 27. Februar 1932 gegründet wurde. Aktionäre waren mit jeweils etwa einem Drittel des Kapitals der preußische Staat, die Provinz Brandenburg und der Kreis Lebus. Den Rest von 6 % übernahm der Kreis Oberbarnim.

## Entwicklung und Betrieb der Oderbruchbahn
Die Oderbruchbahn wurde auf der Grundlage des Preußischen Kleinbahngesetzes von 1892 unter Leitung von Otto Techow projektiert und erbaut. Otto Techow war zu dieser Zeit Landesbaurat und Leiter der Kleinbahnabteilung der Provinz Brandenburg.
Die beiden Landkreise Lebus und Oberbarnim brachten die von ihnen bereits seit 1911 als kommunales Unternehmen mit staatlicher Hilfe erbaute Oderbruchbahn nebst den Fahrzeugen ein.
Es handelte sich um folgende normalspurige Kleinbahnstrecken mit einer Gesamtlänge von 111 km:
- Fürstenwalde–Hasenfelde–Dolgelin–Wriezen (96 km)
- Müncheberg Stadt–Hasenfelde (11 km)
- Friedrichsaue–Genschmar (4 km)
- ferner Hafen- und Anschlussbahnen  (6 km)

Das vornehmliche Interesse zur Errichtung der Bahn bestand in der Beförderung von Gütern  aus dem Oderbruch nach Berlin wie Lieferungen von Gemüse und Produkten der Zucker- und Stärkefabriken sowie Brennereien und der auf der Oder angelandeten Güter.
Die Inbetriebnahme der Teilstrecken erfolgte zwischen dem 6. Juni 1911 und dem 8. Oktober 1912; die Betriebsführung oblag dem Landesverkehrsamt Brandenburg, das zeitweise auch als Landeseisenbahndirektion Brandenburg GmbH firmierte. Die örtliche Betriebsverwaltung, die auch für die Kreisbahn Fürstenwalde–Beeskow, die Müncheberger Kleinbahn sowie für die Buckower Kleinbahn zuständig war, hatte ihren Sitz in Müncheberg Stadtbahnhof.
Die Bahn war eingleisig in Normalspur 1435 mm angelegt, Höchstgeschwindigkeit war 40 km/h vorwiegend mit Lokomotiven der preußischen Gattung T3. Die Bahn umfasste 43 Stationen.
Am 1. Januar 1941 wurde auch die bisher städtische Müncheberger Kleinbahn mit der fünf Kilometer langen Strecke Dahmsdorf-Müncheberg–Müncheberg Stadt übernommen. Nach der Verstaatlichung kamen Fahrzeuge und Anlagen der Bahn 1949 zur Deutschen Reichsbahn, die den Betrieb fortführte. Zwischen 1964 und 1970 wurde der Verkehr nach und nach eingestellt. Bis zum 10. Januar 1994 fand auf dem Abschnitt Dolgelin–Seelow Stadt noch Güterverkehr statt, das Reststück Fürstenwalde – Waldfrieden diente bis 2013 als Anschlussgleis.

## Oderbruchbahn-Radweg
Auf 123 Kilometern Länge wurde 2006–2008 ein neuer Radweg zwischen Müncheberg, Fürstenwalde und Wriezen in Anlehnung an die einstige Trasse der Oderbruchbahn gebaut. Allerdings verläuft nur ein kleinerer Teil des Weges direkt auf der alten Trasse.